# Douglas B-66 Destroyer
Chiếc Douglas B-66 Destroyer là một kiểu máy bay ném bom hạng nhẹ của Bộ chỉ huy Không quân Chiến thuật Không quân Hoa Kỳ dựa trên kiểu máy bay A3D Skywarrior của Hải quân Hoa Kỳ, và được dự định để thay thế cho kiểu Douglas A-26 Invader. Một phiên bản trinh sát hình ảnh RB-66 cũng được đặt hàng đồng thời, và khung của kiểu máy bay này là căn bản của phiên bản Chiến tranh điện tử EB-66.

## Thiết kế và phát triển
Ban đầu, Không quân Hoa Kỳ cho rằng việc chuyển đổi đơn giản chỉ là gỡ bỏ các thiết bị chuyên dùng để hoạt động trên tàu sân bay, nên không có chiếc nguyên mẫu nào được đặt hàng, và chỉ có năm chiếc thử nghiệm tiền sản xuất kiểu RB-66A (vai trò trinh sát hình ảnh được đặt ưu tiên cao hơn). Danh sách các cải tiến ngày càng kéo dài ra, và không lâu sau công việc cải biến dễ dàng đã trở thành một kiểu máy bay mới thật sự. Nhiều thay đổi là do yêu cầu của Không quân cho những hoạt động ở tầm thấp, trong khi chiếc máy bay nguyên thủy của Hải quân là một máy bay ném bom tầm cao, bao gồm kiểu ghế phóng thông thường được phát triển bởi Stanley Aviation.
Chiếc máy bay sản xuất hàng loạt đầu tiên RB-66A bay chuyến bay đầu tiên vào năm 1954, trong khi kiểu RB-66B sản xuất hàng loạt bay lần đầu tiên vào đầu năm 1955.

## Lịch sử hoạt động

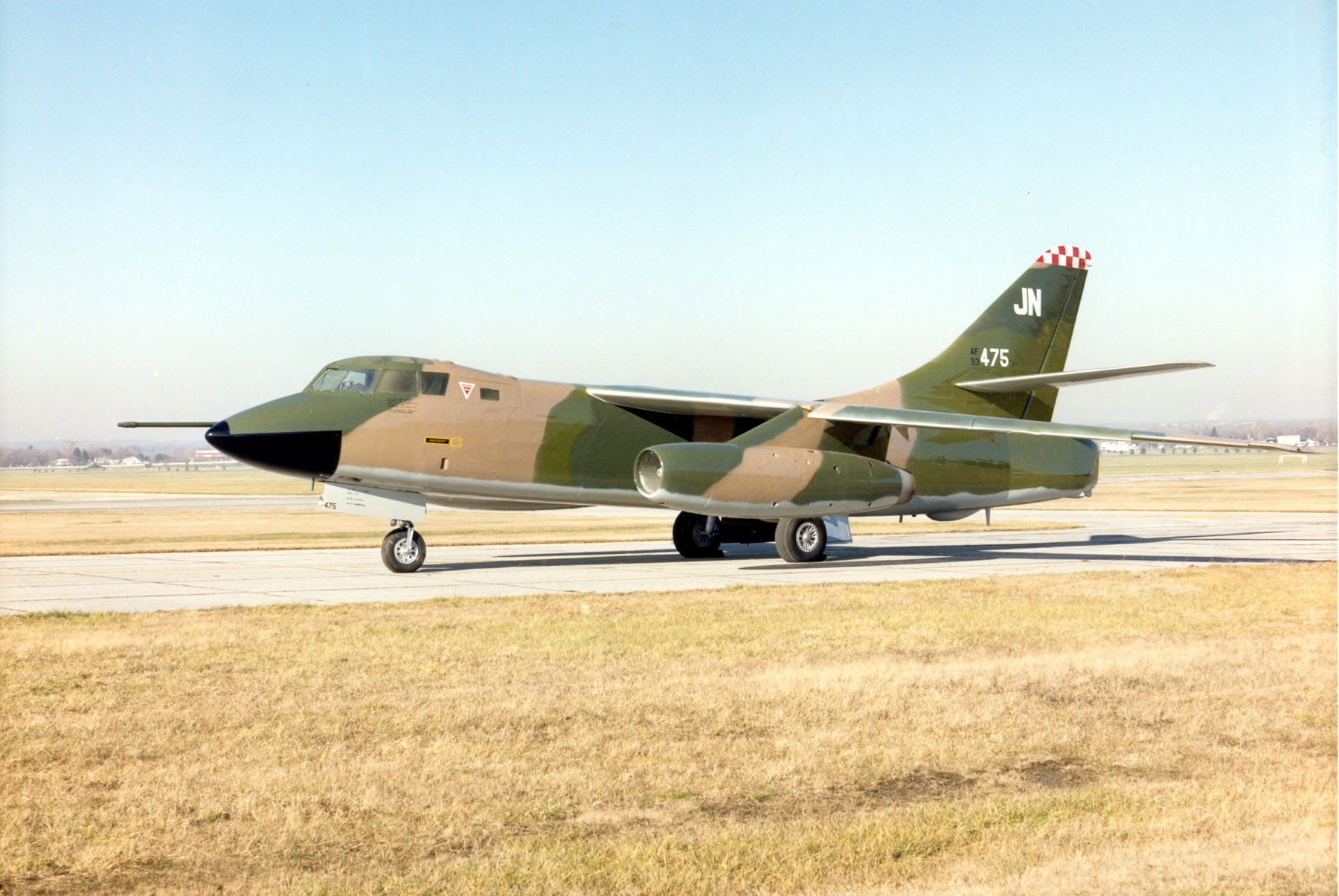
Chiếc Douglas RB-66B Destroyer

Việc giao hàng chiếc B-66 cho Không quân Hoa Kỳ được bắt đầu từ năm 1956, và 145 chiếc máy bay kiểu này được sản xuất. Chúng được sử dụng như là máy bay trinh sát hình ảnh ban đêm chủ yếu của Không quân Hoa Kỳ trong giai đoạn này. Cùng lúc đó, cũng có 72 chiếc thuộc phiên bản ném bom được chế tạo B-66B, ít hơn 69 chiếc so với kế hoạch ban đầu. Mười ba chiếc máy bay B-66B được cải biến thành phiên bản máy bay phản công điện tử EB-66B để sử dụng trong Chiến tranh Việt Nam. Không giống như chiếc A-3 đã thực hiện một số phi vụ ném bom, chiếc Destroyer chưa từng được sử dụng làm máy bay ném bom tại Việt Nam.
Chiếc RB-66C là một kiểu máy bay trinh sát điện tử và phản công điện tử (ECM) đặc biệtvới đội bay gồm bảy người; có 36 chiếc được chế tạo. Các thành viên trội thêm được bố trí trong khoang bom/máy ảnh của các phiên bản khác. Chiếc RB-66C trang bị những cụm trinh sát trên đầu cánh dễ nhận biết. Chúng được sử dụng tại Cuba trong Sự kiện tên lửa Cuba, và sau đó tại Việt Nam. Vào năm 1966, chúng được đặt lại tên là EB-66C.
Phiên bản B-66 cuối cùng là kiểu máy bay WB-66D trinh sát thời tiết, có 36 chiếc được chế tạo. Kiểu EB-66C/E được rút khỏi phục vụ trong Không quân Hoa Kỳ vào năm 1973. Một chiếc RB-66B đang được trưng bày tại Bảo tàng Quốc gia Không quân Hoa Kỳ ở Căn cứ Không quân Wright-Patterson gần Dayton, Ohio.

## Northrop X-21

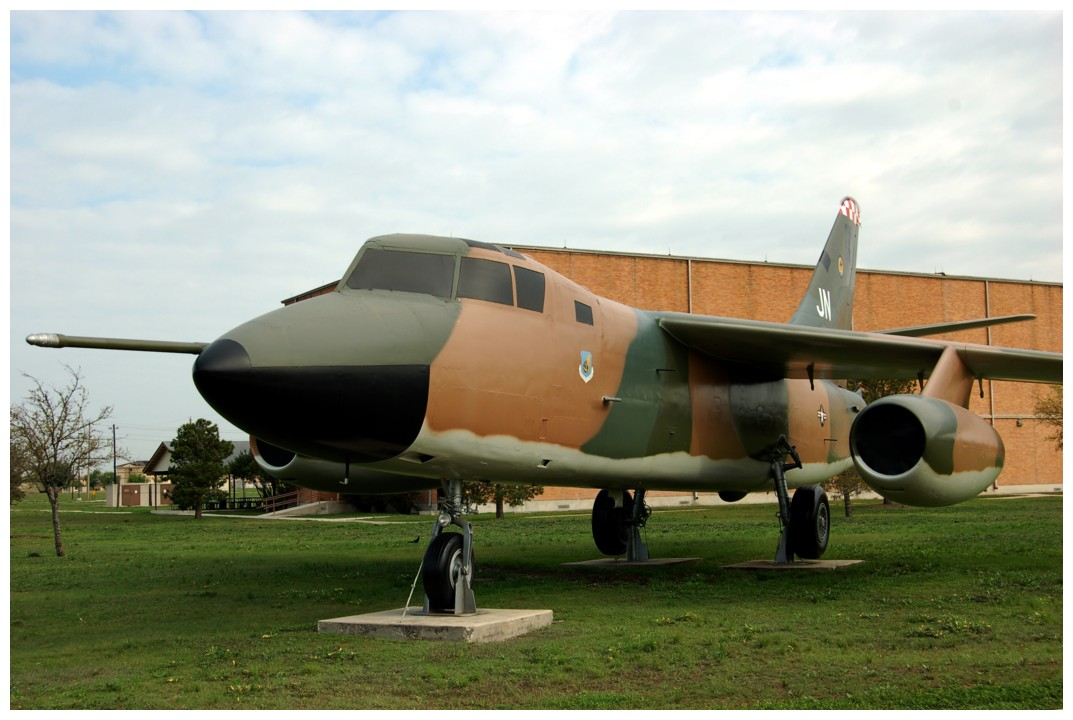
Một chiếc WB-66D Destroyer nhìn từ phía trước. Căn cứ Không quân Lackland, Texas, tháng 3 năm 2007.

Chiếc Northrop X-21A là cải biến một chiếc WB-66D với một kiểu cánh khác thường để tiến hành các nghiên cứu Kiểm soát Dòng chảy Bề mặt. Kiểm soát được dòng chảy bề mặt được cho là có thể giảm được lực cản cho đến 25%. Việc kiểm soát được thực hiện qua việc dời chỗ một lượng nhỏ khí trên lớp bề mặt bằng cách hút nhờ các vật liệu có bề mặt nhám, nhiều khe hẹp trên bề mặt, hay các lỗ nhỏ. Thân chiếc B-66 được cải biến với một gù lưng lớn trên thân, các cải tiến khác trên cánh, động cơ, các khe thoát hơi và chóp đuôi. Các khe được tích hợp trên bề mặt cánh để phun hơi vào lớp bề mặt. Tuy nhiên, mưa, bụi đất và các vật thể khác thường làm nghẽn các khe này.
Northrop bắt đầu bay nghiên cứu từ tháng 4 năm 1963 tại Căn cứ Không quân Edwards, nhưng với tất cả những vấn đề phải đối mặt, còn ngân quỹ bị rót vào cuộc chiến tranh, chiếc X-21 trở thành thử nghiệm cuối cùng về khái niệm này.

## Các nước sử dụng
Hoa Kỳ
- Không quân Hoa Kỳ

## Đặc điểm kỹ thuật (B-66)

### Đặc tính chung
- Đội bay: 03 người
- Chiều dài: 22,9 m (75 ft 2 in)
- Sải cánh: 22,1 m (72 ft 6 in)
- Chiều cao: 7,2 m (23 ft 7 in)
- Diện tích bề mặt cánh: 72,5 m² (780 ft²)
- Lực nâng của cánh: 361,4 kg/m² (74,1 lb/ft²)
- Trọng lượng không tải: 19.300 kg (42.540 lb)
- Trọng lượng có tải: 26.200 kg (57.800 lb)
- Trọng lượng cất cánh tối đa: 38.000 kg (83.000 lb)
- Động cơ: 2 x động cơ Allison J71-A-11 hay -13 turbo phản lực, lực đẩy 10.200 lbf (45 kN) mỗi động cơ

### Đặc tính bay
- Tốc độ lớn nhất: 1.020 km/h (548 knot, 631 mph)
- Tầm bay tối đa: 3.970 km (2.150 nm, 2.470 mi)
- Bán kính chiến đấu: 1.500 km (780 nm, 900 mi)
- Trần bay: 12.000 m (39.400 ft)
- Tốc độ lên cao: 25 m/s (5.000 ft/min)
- Tỉ lệ lực đẩy/khối lượng: 0,35

### Vũ khí
- 2 x pháo tự động 20 mm (0,787 in) trên tháp đuôi điều khiển bằng radar
- 6.800 kg (15.000 lb) bom

## Nội dung liên quan

### Máy bay liên quan
- A-3 Skywarrior
- Northrop X-21

### Máy bay tương tự
- Yakovlev Yak-28

### Trình tự thiết kế
| - XGAM-63 - SM-64 - SM-65 - B-66 - GAM-67 - | XB-68    | - |       |
| - XGAM-63 - SM-64 - SM-65 - B-66 - GAM-67 - | SM-68 I  | - | RB-69 |
| - XGAM-63 - SM-64 - SM-65 - B-66 - GAM-67 - | SM-68 II | - | IM-69 |

### Danh sách liên quan
- Danh sách máy bay chiến đấu
- Danh sách máy bay quân sự Hoa Kỳ